# Borkumriff IV
Le Borkumriff IV était un bateau-phare construit par le chantier naval de Hambourg. Il a été en station à environ 30 km au nord-est de l'île de Borkum, la plus occidentale des Îles de la Frise-Orientale devant un récif du même nom dans l'une des principales voies de navigation de la Baie Allemande. Les navires déployés avaient tous la désignation de Feuerschiff Borkumriff pendant le déploiement actif dans cette position et comme port d'attache Emden
- 1875–1902: Borkumriff I
- 1902–1911: Borkumriff II
- 1911–1956: Borkumriff III
- 1956–1988: Borkumriff IV

## Historique
Le dernier bateau-phare sur cette station fut le Borkumriff IV, construit en 1954 au Norderwerft Käser & Meyer à Hambourg. Son feu, à 20,5 mètres au-dessus de la ligne de flottaison, avait une portée de 21,5 milles marins. Les superstructures et les lampadaires ont été entièrement fabriqués en aluminium pour la première fois dans la construction de bateaux-phares. Il a été mis en service et aménagé en mars 1956. Il a remplacé le précédent Borkumriff III'.

### Préservation
Après sa mise hors service le 15 juillet 1988, en tant que dernier bateau-phare allemand, il a été acquis par l'association Feuerschiff Borkumriff Forderverein e.V.  et se trouve depuis dans le port de Borkum. Là, le bateau-musée peut être vu, qui contient également des informations sur le Parc national de la mer des Wadden de Basse-Saxe. En 2007, Borkumriff IV a été le lieu d'un remake de l'histoire Das Feuerschiff de Siegfried Lenz. 

## Galerie

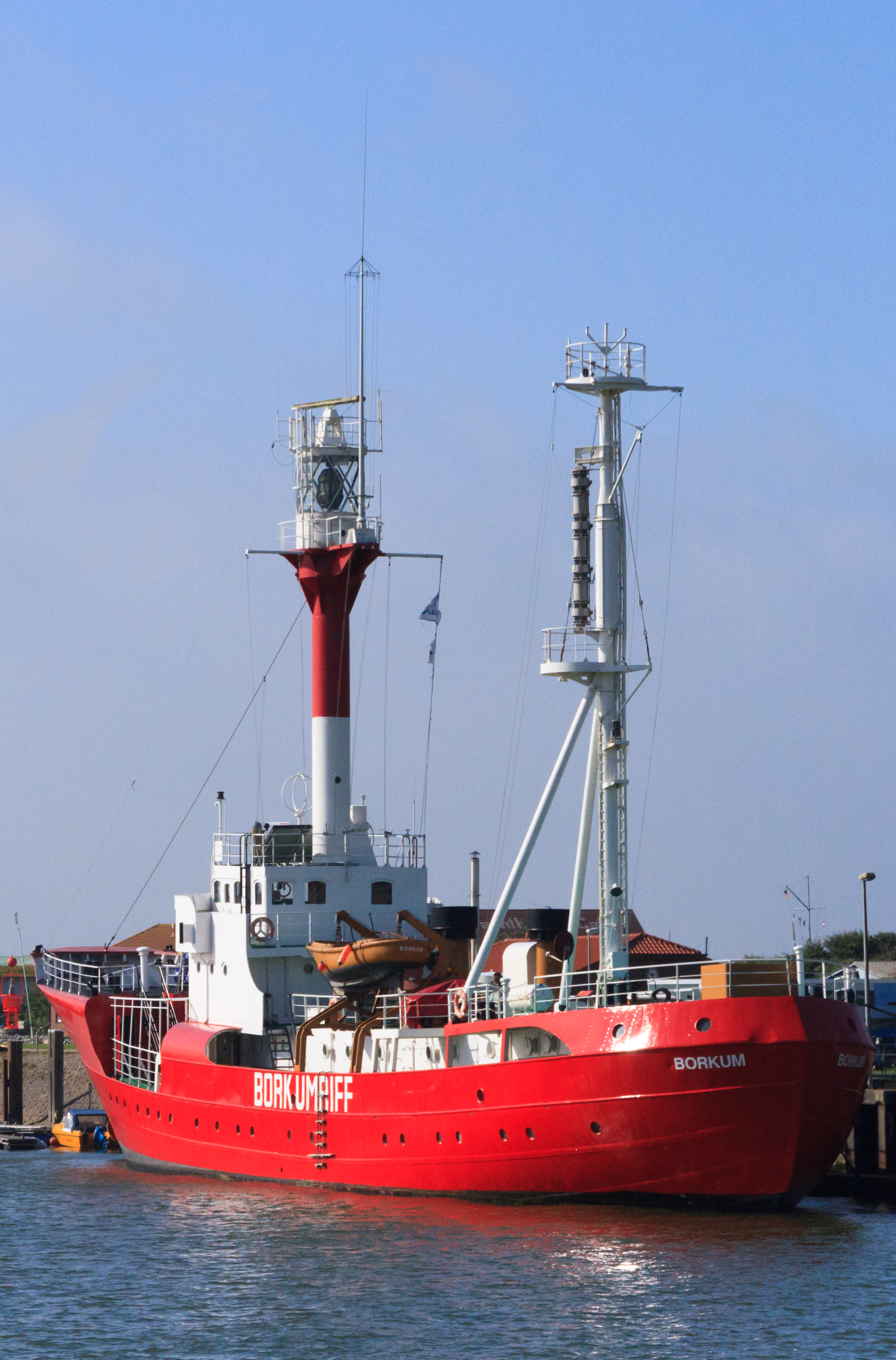
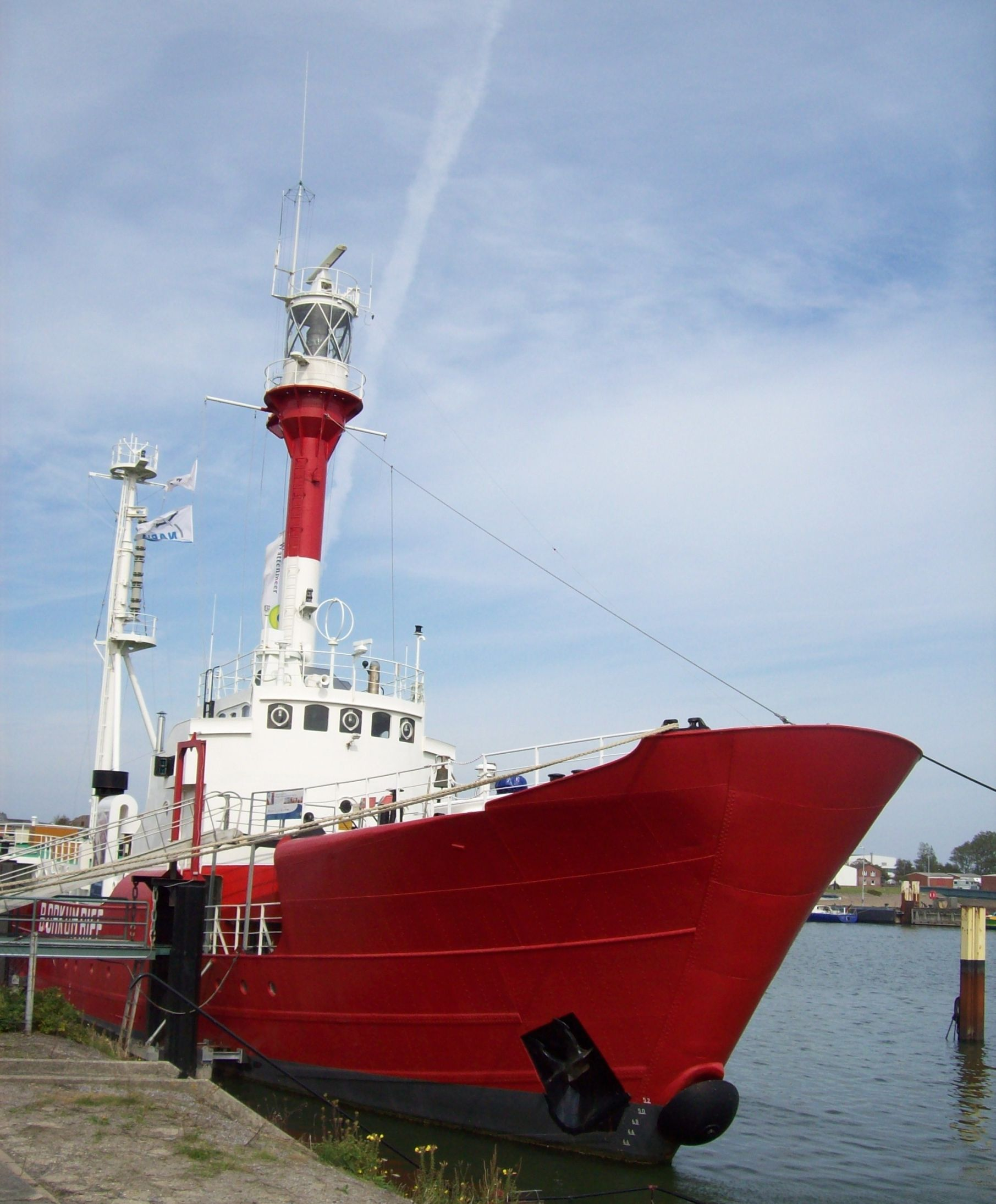
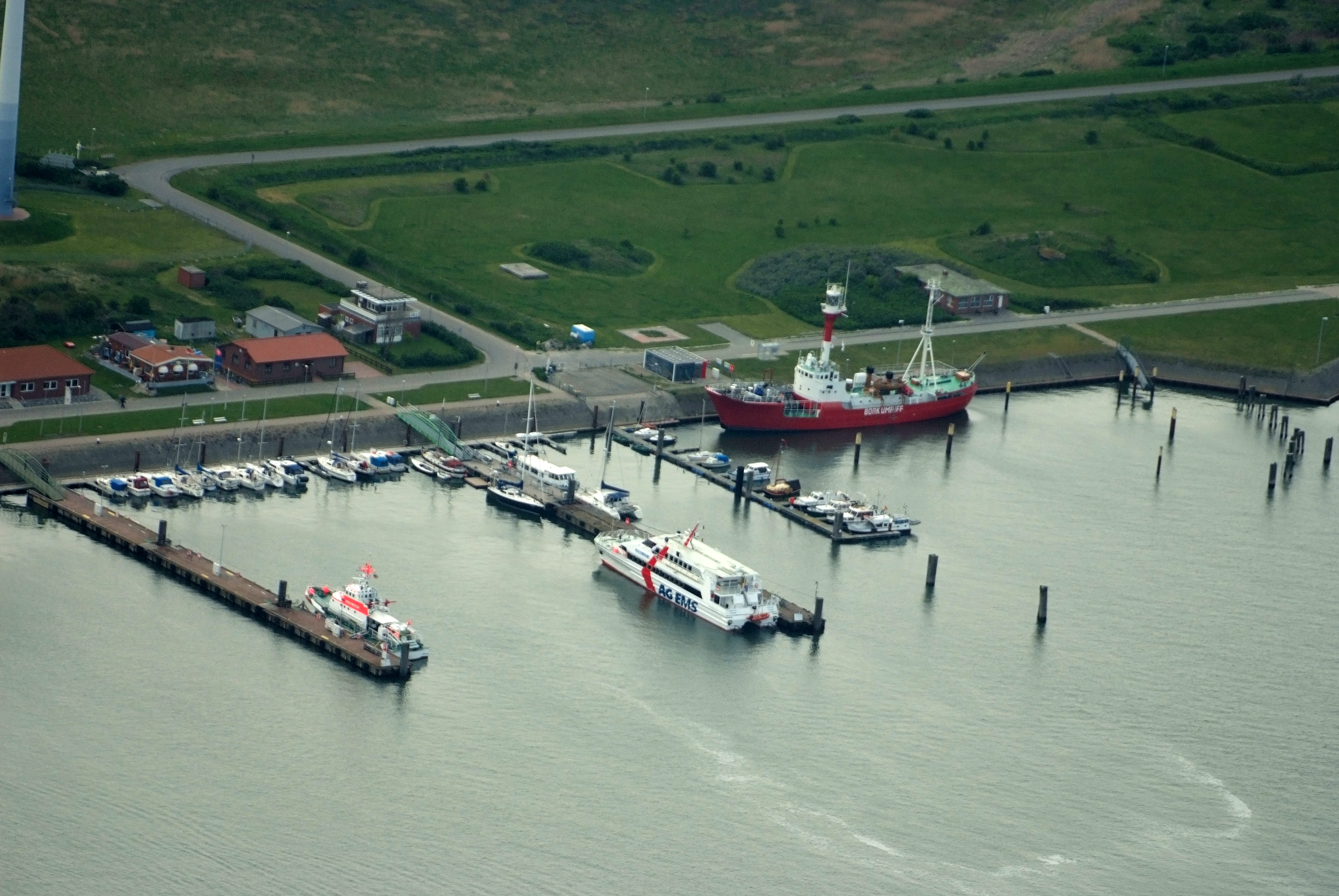
Port de Borkum